# 阿彌神社 (阿見町竹来)
阿彌神社（あみじんじゃ、阿弥神社）は、茨城県稲敷郡阿見町竹来1366番地（旧信太郡竹来村）にある神社。明治初期までは旧信太郡の二の宮として「二の宮明神（二宮明神）」を称した。また、相殿二柱と合わせて、別説には室崎神社（阿見町大室）及び十握神社（阿見町廻戸）の2社と合わせて、「竹来三社」とも呼ばれていた。阿見町中郷にある同名の阿彌神社とともに、延喜式神名帳の常陸国信太郡二座の一社（小社）「阿彌神社」の論社（式内社）である。近代社格制度における社格は旧県社。

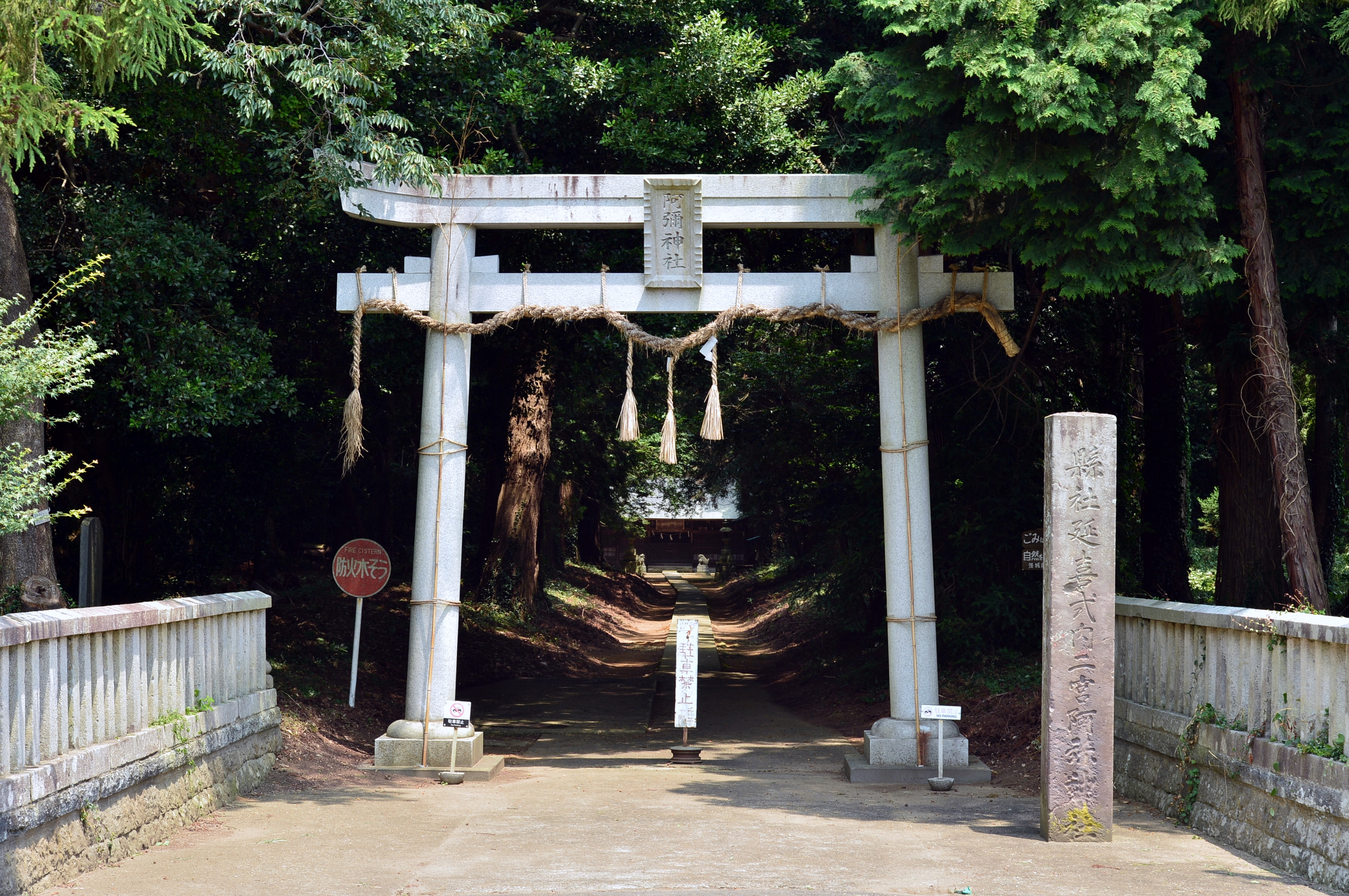
鳥居

## 祭神
主祭神
健御雷之男命
配神
経津主命、天兒屋根命
神体は円鏡である。

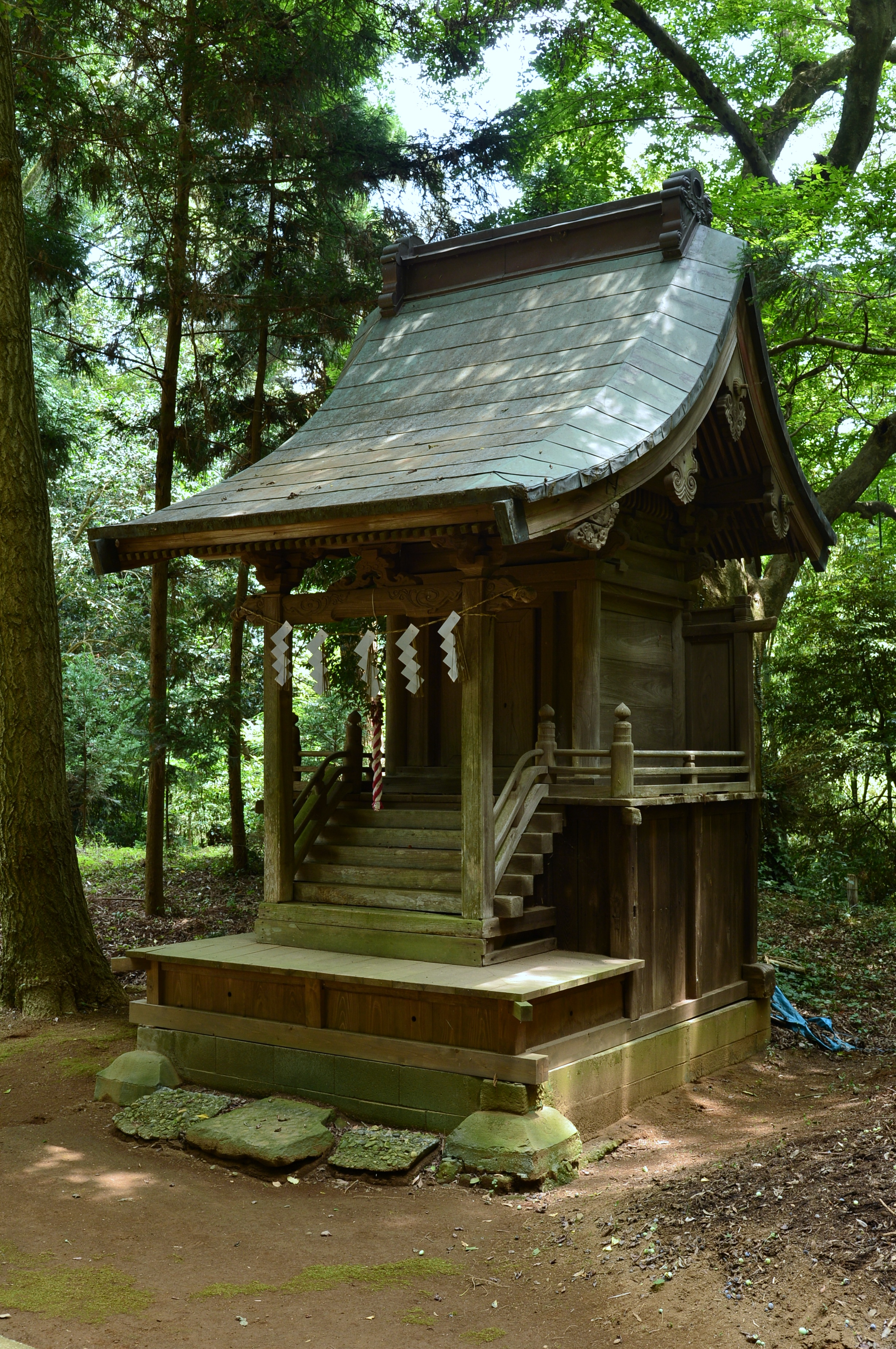
境内社

普都神話に由緒を求める来歴上、主祭神を普都大神とする説もある。

### 境内社
明治神社誌料には、以下の境内社が記載されている。
- 大杉神社（大物主命）
- 産霊神社（高皇産霊神） - 茨城県神社写真帳では「皇産霊神社」
- 大洗酒列神社（大己貴命、少彦名神）
- 姥神社（玉依毘賣命）
- 日枝神社（大山咋神）
- 稲荷神社（宇賀之魂神）
- 大国主神社（大国主命）
- 賽神社（久那土神、八萬毘古神、八衛毘賣神）
- 火産霊神社（火産霊神）
- 琴平神社（大物主神）
- 宇気母智神社（宇気母智神）
- 千勝神社（手力雄神）
- 月読神社（月夜見命）
- 猿田彦神社（猿田彦神）

茨城県神社写真帳には、加えて下記の1社が記載されている。
- 境内祖霊社（不詳）

参道から7箇所に渡って北西にのみ小道が分かれ、それぞれ石祠又は石碑を祀るという特徴的な配置になっている。
木造構造物としては、本殿及び拝殿のほか、境内の西側に宝暦6年（1691年）建立の神楽殿が、東側に一間社流造の社殿がある。「新撰名勝地誌」に「正殿、拝殿、幣殿、大杉殿、神楽殿等鱗次して整列し、頗る輪奐の美あり」とあることから、この社殿は大杉神社（大杉殿）と考えられる。なお、旧霞ヶ浦神社の社殿（神明造）は、当社ではなく、中郷阿彌神社の社地に保存されている。

### 祭礼
江戸時代までは9月3日から9日までを祭日としていた（新編常陸国誌）。
戦前の誌料によれば、9月5日（明治神社誌料）又は10月5日（茨城県神社写真帳）に官祭及び私祭を挙行していたほか、正月7日に開扉祭、4月に花鎮祭、5月に田植祭等を行っていた（新撰名勝地誌）。
現在の祭礼は下記の通り。
- 1月7日 - 神扉開祭
- 2月3日 - 節分祭
- 2月20日 - 春祭り（祈念祭）
- 10月5日 - 例祭
- 12月20日 - 秋祭り（新嘗祭）

## 由緒

### 創建
創建の年代は不詳であるが、
- 『明治神社誌料』は「創立年代詳ならず、伝説に拠れば元明天皇和銅年間なりと云ふ」（708-715年）としている。
- 『茨城県神社写真帳』は「創立不詳」としている。
- 『新撰名勝地誌』は「蓋し和銅の頃なるべしといへり」としている。
- 境内にある「阿弥神社樹叢（竹来）」（阿見町教育委員会）の案内板では「推古天皇15年（607年）」としている。

### 常陸国風土記の記述
竹来（たかく）は、常陸国風土記の信太郡の条にある「高来里（高来の里）」の遺称地である。高来の里について語られる旧事（普都神話）の大略は、以下の通りである。
天地の権輿（けんよ）、草木が言葉を語っていた時、普都大神という名の神が天から降臨した。
大神は葦原の中つ国を巡り、山河の荒ぶる神（荒梗）を平定した。
言向け（化道）を成し遂げた大神は、天に帰らんと思し召し、やがて（即時）、身にまとった器杖（いつのつえ）、甲、矛、楯、剣、玉珪をことごとく脱いで、この地に留め置き、即ち白雲に乗って、蒼天に還り昇った。
以下之を略す。
この記事によれば、高来は普都大神の登天の聖地である。明治神社誌料は「神代の霊地」と表現している。古語の「来（く）」には「行く」の意義があり、日本国邑志稿は「高来」を「高行」の意であるとしている（大日本地名辞書）。新編常陸国誌は「高天原より降来れる意より出でたるなり」としつつも、「但別に義あるべし」と注釈している。また、郡郷考に「按其村中楯ぬき山と云ふもあり」とあり、普都大神が楯を脱いだことに由来する地名ではないかとしている。この「楯脱山」は、社殿の裏手にある丘陵のこととされている。同じ地名は楯縫神社の社地にもある。
常陸国風土記には、普都神話にまつわる社の存在は示唆されていないが、「已下之略」により略された可能性もある。
竹来を「高来里」の遺称地とすることには、新編常陸国誌以来、現代に至るまで一般に異論はない。ただし、大日本地名辞書はこの通説を否定する独自説を立て、その関連で式内の阿彌神社を中郷阿彌神社に比定している。

### 普都大神
普都大神は、「ふつ」の音の類似性から、経津主（ふつぬし）神と同一神格とされることがある。
- 新編常陸国誌は「普都大神とは、経津主大神を申したるか、又は武甕槌命の神を申せしか、詳かならねど」と、二柱のいずれかであろうとした上で、「古事記に、健御雷之男神、亦健布都神、亦名豊布都神とありて、建御雷神を建布都神とも申したれば、普都大神はこの神の如くにも聞ゆ、然るに日本紀には、経津主神と武甕槌命と、各々別神にして、経津主は大将の如く、武甕槌は副将の如くにも見ゆれば、いづれの神とも定めては云がたし」としている。
- 標柱古風土記は「普都大神」の部分に経津主神の注をつけ、延喜式神名帳に記載がある信太郡二座は、ともに普都神話に基づいて祀られたものであろうとしている。
- 大日本地名辞書は「風土記に拠れば、高来神とは、普都大神、即香取大神の一名なり」としている。実際には、普都大神を香取大神の一名とする明らかな記述はないため、音の類似性に基づく推断と考えられる。
- 楯縫神社は、境内案内板で自社の祭神を「普都主大神」又は「普都主命」と表記している[6]。

いずれの資料も、普都大神を祀る社という点は一致している。新編常陸国誌、神祇誌料及び稲敷郡郷土史は、単に「普都大神を祀る」とだけ記している。その素性については経津主神とも武甕槌神（健布都神）ともされており、音の類似性から離れて豊城入彦命とする別説もある。ただし、当社が古くから健御雷之男命を祀る鹿島社であったという傍証がいくつかある。
- 阿彌神社が楯縫神社から祭神の行幸を受ける古式祭を、楯縫神社においては「鹿島神事」と称していた。
- 土浦市中村西根にある応永2年（1395年）創祀の分社は、武甕槌命を祀る鹿島神社である。同社を含め、稲敷郡周辺には「二宮鹿島神社」を称する社がいくつか存在した。
- 阿見町掛馬に、大同年間（806-810年）の創建と伝えられる鹿島古女子（こなご）神社があり、鹿島御子神を祀っている。鹿島御子神は竹来阿彌神社の子孫とされ、当社がある西北西向きに祀られている[2]。
- 「竹来三社」の括りにおいては、当社は武甕槌大神を祀る鹿島神宮に相当する位置づけだった。ただし、この点については、郡郷考に別の解釈も可能となる記述がある。

室崎神社の社伝では、貞観4年（864年）又は仁和3年（887年）、竹来阿彌神社の相殿三柱のうち、天兒屋根命を神託により大室に分祀したとしている。茨城県神社写真帳では、廻戸（はさまど）の十握神社への経津主神の分祀もまた、同時期に行われたものとしている。この神託による分祀を、普都信仰から鹿島信仰への変化とみることもできる。

### 竹来三社
郡郷考に「高来祠」の記述として「相殿三神にて竹来三社と称す」とあり、古くは三柱を祀ることから「竹来三社」の称があった。
- 新編常陸国誌及び明治神社誌料には、この称についての言及はない。
- 大日本地名辞書は「郡郷考云」として言及している。
- 茨城県神社写真帳には「其合祀する二神は貞観2年[7]（或云仁和3年）各々人に憑（よ）り廻戸の邑及び大室の邑に祀らる。この二社と当社と合せて竹来の三社といふ」とある。

茨城県神社写真帳の記述は、「竹来三社」を高来祠の別称とする郡郷考の記述と異なり、大室社と廻戸社を合わせた三社の総称と解するものになっている。
郡郷考には「又一年村中雷といふ地の荒榛を開墾するとて宮居の趾の礎石厳存せるを見て其事を罷（やめ）たりと云ふ雷の名に拠は武甕槌天兒屋根の二神とも後に配祭せしにや」ともあり、村内の「雷」という荒蕪地に神社の礎石が発見されたことから、普都大神（経津主神）は当社に、健御雷之男命はその「雷」の地に、天兒屋根命はまた別の地に祀られていたのではないかとしている。高来祠のほかに2つの社があり、これを合祀して相殿三柱になったとすれば、「竹来三社」の別称もごく自然なものになる。
竹来三社の総称は、常陸国風土記の香島郡の条にある「香島之大神」（天之大神社、坂戸社、沼尾社）に類似した構図であり、少なくとも神託による分祀以後においては、当社は「天之大神社」（鹿島神宮）に相当する位置づけだった。当社と室崎神社を結ぶと、延長線上に廻戸城址の台地があり、十握神社（明治期に中郷阿彌神社に合併後、単立社として現存）に至る。この三社は、社殿の向きに至るまで整然とした配置になっている。「香島之大神」の認識は延喜式神名帳の頃には後退し、中世以降は東国三社（鹿島神宮、香取神宮、息栖神社）の括りが優勢になる。古来の「香島之大神」の三柱を（春日神としてではなく）鹿島神として祀る社は、茨城県内では竹来阿彌神社のほか、柏田神社（牛久市柏田町）、高浜神社（石岡市高浜）、樅山神社（鉾田市樅山）等にしか残っていない。

### 三村竹来社との関係
常陸總社文書の最古の記録にあたる治承3年5月（1179年）付けの「常陸国惣社造営注文案」（社殿等注文書）に、「竈殿一宇三間」の造営役として「三村竹来社」の名がある。三村とは、一般に上代筑波郡三村郷に比定されるつくば市小田付近の古称とされている。同じく常陸總社文書の文保2年5月4日（1318年）の小田貞宗請文に「筑波社三村郷分、全無造営之例候」とあり、「三村竹来社」の名は消えている。
最初の社殿等注文書に列記されている「筑波社、吉田社、佐都社、静都社、稲田社、大国玉社」は、管内分社ではなく本宮を指すため、「三村竹来社」は常陸国を代表する式内諸社に並称される大社の扱いとなっている。ただし、三村竹来社とは、本宮竹来社が別にあることを前提とした呼称であるから、この社だけは分社であったと考えられる。この大社については、今日後継社といえる社はなく、周辺に「たかく」に通じる地名もない。鎌倉時代の三村郷には三村山清冷院極楽寺という有力な寺院があったが、現在は痕跡もまばらにしか残っていない。この寺院群に「三村竹来社」が含まれていた可能性がある。
常陸總社文書は、少なくとも同時期には「竹来社」または「竹来神」という括りが存在したことを示している。これを「二の宮明神」よりも古い呼称として（阿彌神社ではなく）「竹来社」があったという事実を証する文献資料と捉えることもできる。

### 近世以後
近世においては、信太郡域で楯縫神社に次ぐ格式の社として「二の宮明神」を称し、信太郡西半の45ヶ村の総社となった。永和元年（1375年）の信太庄上条寺社供僧等言上状（円密院文書）には、既に「就中（なかんずく）、木原、竹来、両社者庄内第一之惣廟也」（標柱古風土記）とある。この2社は、普都神話の聖地として、延喜式神名帳の信太郡二座の比定社（式内社）として、信太郡における一宮二宮として、さらに近代社格制度における旧県社として、二社一対的ともいえる来歴を持っている。
元禄4年2月（1691年）本殿造立の棟札が現存している。三間社流造の本殿は、阿見町域では最古の建造物である。
宝暦6年（1756年）、後に神楽殿となる神宮寺が造立された。
江戸時代に中郷阿彌神社、立の腰熊野権現（後に中郷阿彌神社に合併）と式内の阿彌神社を巡って論争を行った。明治神社誌料は「当社明細帳を始め、二十八社考、神祇志料又は特選神名帳等の如きは当社を以て式の信太郡阿彌神社とす、然るに郡郷考、式社考等之れと見解を異にし、式社考、地名辞書の如き阿見村の阿見神社を以て式の阿彌神社とせり、由て記して後考を俟つ」としている。なお、竹来と阿見は、ともに和名類聚抄の高来郷と阿彌郷に由来する古い地名であり、かつ、明治の町村制においても竹来村（後に舟島村）と阿見村で分かれた程度には文化圏を異にする地域だった。
明治6年10月（1873年）、信太郡一宮の楯縫神社とともに近代社格制度において県社に列格し、竹来を中心とした8ヶ村の鎮守となった。また、この時に社名を阿彌神社に改称した。社名碑に「懸社延喜式内二宮阿彌神社」、鹿島神宮大宮司奉納の拝殿扁額に「縣社阿彌神社」とある。旧県社は茨城県内においては16社（内務大臣指定護国神社を含めると17社）しかなく、常陸国の式内小社としては信太郡二社のみが列格している。両社は他の地域の旧県社に比べると知名度は低く、観光地としての要素は絶無に近い。その来歴に相応しい重厚な樹叢及び社殿を擁しつつも、現代に至るまで静謐な空間を保存し続けている。
昭和52年（1977年）、樹叢が阿見町指定天然記念物となる。
昭和57年（1982年）、社地が茨城県指定緑地環境保全地域（20、阿弥）となる。
本殿の裏には巨木が立っている。樹叢に対し、裏手の竹林は荒れていることがある。社地は霞ヶ浦に向いた舌状台地にあり、社殿の周辺から伸びる小道はいずれも急速な下りになっている。社殿裏の奥部（字花ノ井）は中世の竹来館跡であり、西方に縄文中期の根田貝塚（竹来貝塚）、南方の竹来中学校一帯を含む地域には竹来遺跡がある。

## 関連する神社
室崎神社
茨城県稲敷郡阿見町曙。町名変更等以前は大室494番地（旧信太郡大室村）
祭神・天児屋根命
- 貞観4年（864年）又は仁和3年（887年）、神託により竹来阿彌神社の相殿神、天児屋根命を分祀。旧無格社。
- 茨城県指定天然記念物の「曙のグミ」は、区画整理以前の室崎神社の馬場先にあった。

十握神社
茨城県稲敷郡阿見町廻戸（旧信太郡廻戸村）
祭神・経津主神
- 由緒は不詳。茨城県神社写真帳の記述によれば、室崎神社と同じく、同年の神託により竹来阿彌神社の相殿神、経津主神を分祀。旧無格社。
- 明治41年4月（1908年）、中郷阿彌神社に合併したが、単立社として存続している。
- 社地と福祉センターまほろばが立地する舌状台地は、中世の廻戸城址で、斜面部には縄文時代中後期の廻戸貝塚がある。社地からは近くの霞ヶ浦だけでなく、筑波山も遠望できる。段丘の下には予科練平和記念館がある。

鹿島古女子神社
茨城県稲敷郡阿見町掛馬543番地（旧信太郡掛馬村）
祭神・鹿島御子神
配祀・建御雷之男命、経津主命、天児屋根命、宇賀之魂命、水波能売命、大日霊命
- 大同年間（806-810年）創建と伝えられる。旧名は古女子神社。旧村社。
- 竹来阿彌神社がある西北西向きに祀られている。

鹿島神社
茨城県土浦市中村西根817番地1（旧信太郡中村西根村）
祭神・武甕槌命
- 応永2年（1395年）、竹来阿彌神社分祀と伝えられる。旧名は鹿島二宮明神（新編常陸国誌）。旧村社。
- 享保8年（1723年）本殿（三間社流造）、文政5年（1822年）拝殿造立（土浦市指定文化財）。